# Fritz Brehm
Fritz Brehm (* 27. November 1858 Darmstadt; † 25. Januar 1920 in Reichenhall) war ein deutscher Sänger (Tenor), Theaterschauspieler, Dramaturg, Bühnenschriftsteller und Theaterregisseur.

## Leben
Brehm, Sohn eines Reallehrers, besuchte die königliche Musikschule in München und betrat 1882 die Bühnenlaufbahn. Er begann in St. Gallen, wo er als „Eduardo“ in Er muß aufs Land debütierte, kam 1883 nach Zürich, 1885 nach Straßburg, 1886 nach Mainz, 1888 nach Breslau, wirkte hierauf zehn Jahre am Hoftheater in Karlsruhe, trat 1899 als Oberregisseur und Dramaturg in den Verband des Stadttheaters in Mainz, wo er nur seltener auftrat und übernahm 1902 die Direktion des Stadttheaters in Görlitz.
Verheiratet war er mit der Opernsängerin Sofie Fritsch.
Brehm war auch bühnenschriftstellerisch tätig. Sein Lebensweg nach 1902 ist unbekannt.

## Werke
- Ein Schwank
- Der Strohmann